# Пафос

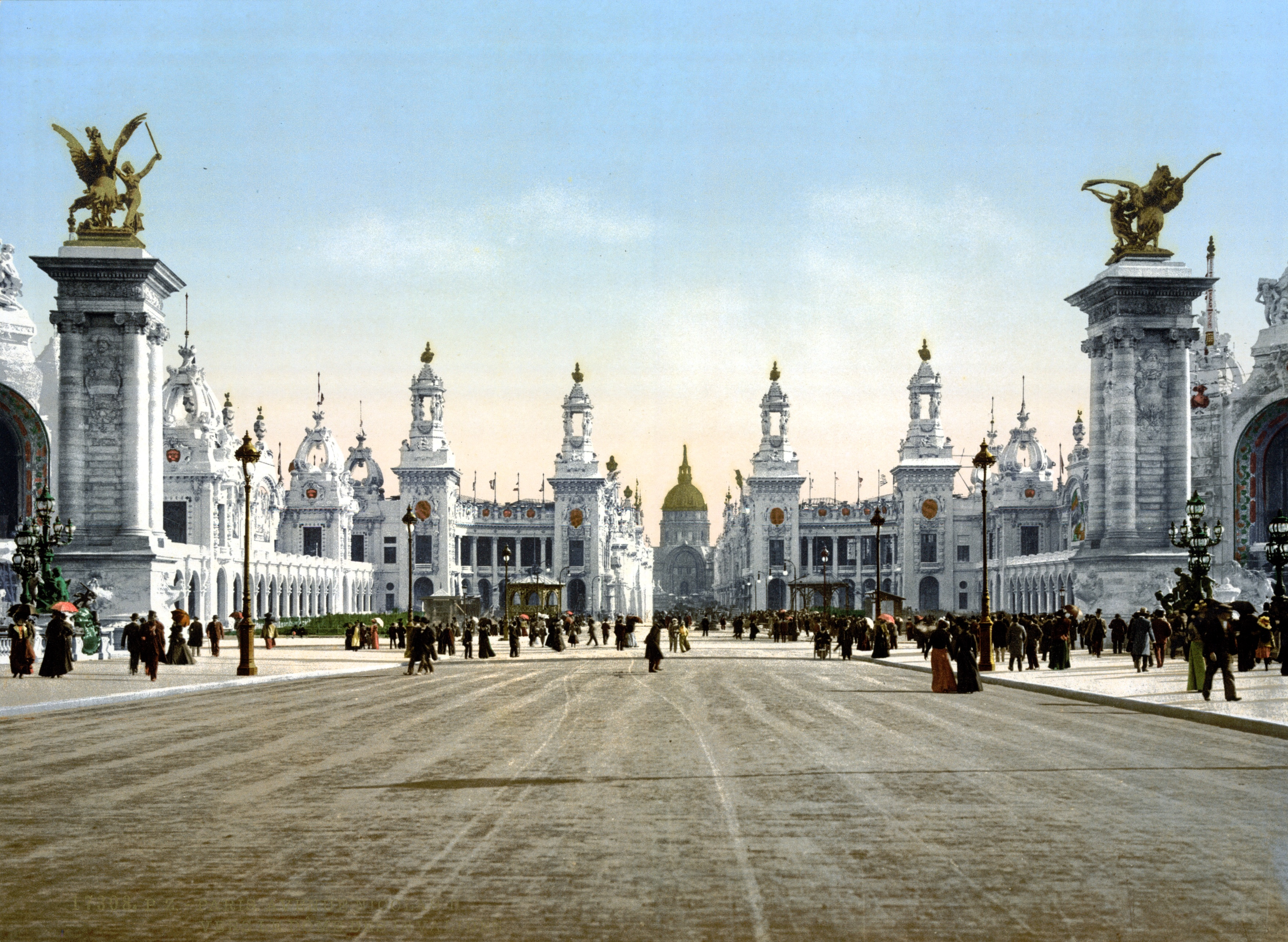
Всесвітня виставка у Парижі, 1900 р. Пафосна архітектура, стара поштівка

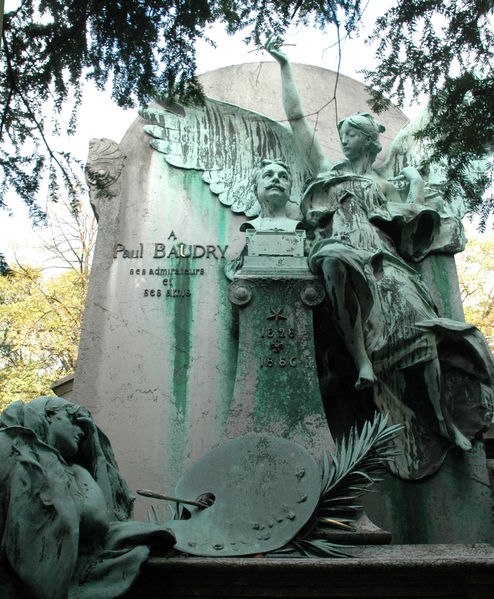
Художник Поль Бодрі. Пафосний надгробок, цвинтар Пер Лашез, Париж

Па́фос, або па́тос (грец. πάθος — відчуття, емоція), також пате́тика — риторична категорія, що відповідає стилю поведінки, манери або способу передавання відчуттів, які характеризуються емоційним піднесенням, натхненням.
Категорію вперше повністю розробив Арістотель, який поряд із пафосом виділяв такі елементи риторики, як етос і логос. В трактуванні Арістотеля, пафос являє собою прийом, при якому естетика оповідання передається через трагедію героя, його страждання й емоції глядачів у відповідь.
У працях Гегеля поняття пафосу розширилось, включаючи не тільки трагічну, але й урочисту піднесену естетику, загальний настрій твору. До пафосу традиційно вдаються автори од, епосів, трагедій.
Почали виділяти пафос :
- героїчний,
- трагічний,
- романтичний,
- сентиментальний,
- сатиричний.